# Фролов, Сергей Григорьевич
Сергей Григорьевич Фролов (1919 — 2013) — советский военный лётчик-испытатель, организатор испытаний авиационно-космической техники, участник подготовки Первого отряда советских космонавтов, испытания Первого пилотируемого космического корабля «Восток» (1961), генерал-лейтенант авиации. Действительный член и почётный академик Российской академии космонавтики имени К. Э. Циолковского. Лауреат Государственной премии СССР (1971).

## Биография
Родился 28 апреля 1919 года в городе Сычёвка, Смоленской губернии. Мать, Антонина Пальшина, в годы 1-й мировой войны воевала в действующей армии под мужским именем Антон. Отец был руководителем ЧК в Сычёвке, затем комиссаром 4-й кавдивизии 1-й Конной армии.

### Предвоенная и военная служба в период войны
С 1938 по 1941 год обучался в Московском авиационном институте имени Серго Орджоникидзе, одновременно с учёбой работал на Московском авиационном заводе № 1 , был участником сборки скоростного и высотного истребителей МиГ-1 и МиГ-3. С 1941 года призван в ряды РККА и направлен для окончания обучение в Военную академию командного и штурманского состава ВВС Красной Армии, после окончания академии был назначен преподавателем Васильковской военной школы авиамехаников. С 1943 года после окончания Качинской Краснознамённой военной авиационной школы имени А. Ф. Мясникова был назначен лётчиком-испытателем и направлен на Степной фронт где занимался испытаниями
новых образцов авиационной техники в боевых условиях. С 1938 года летал на сорока девяти типах советских и иностранных самолётов, провёл около двухсот испытаний опытных и модифицированных самолётов различных типов.

### Прохождение службы в ГКНИИ ВВС и в 159-м Центре разработки и испытаний авиационной и космической техники
С 1944 по 1958 год на лётно-испытательной работе в ГК НИИ ВВС на должности лётчика-испытателя, испытывал самолёты штурмовой авиации разработанные ОКБ С. В. Ильюшина.
С. Г. Фроловы м было освоено около пятидесяти шести типов самолётов, выполнил
тысяча девятьсот восемьдесят восемь испытательных полётов с налетом более девятьсот семьдесят часов, при его непосредственном участии было проведено более ста девяносто шести испытаний авиационной техники и вооружения.
С 1958 по 1983 год — начальник отдела, заместитель начальника и начальник управления ГК НИИ ВВС — начальник 159-го Центра разработки и испытаний авиационной и космической техники, занимался испытанием средств защиты лётчика в различных условиях авиационно-космического полёта, в том числе высотных костюмов и скафандров. С. Г. Фролов был непосредственным участником подготовки Первого отряда советских космонавтов.
С. Г. Фролов принимал непосредственное участие в создании Центра подготовки космонавтов, в разработке и реализации советская системы космического назначения, состоящей из орбитального самолёта «Спираль», орбитального корабля-ракетоплана многоразовой транспортной космической системы, созданный в рамках программы «Энергия — Буран» — «Буран». С 1961 года С. Г. Фролов являлся членом Государственной комиссии по пилотируемым космическим полётам, работал в комиссии на запусках космических кораблей «Восток», «Восход» и «Союз».
Под руководством и при непосредственном участии С. Г. Фролова было подготовлено к полёту около пятидесяти трёх космонавтов. Лётчики-космонавты А. Г. Николаев, П. Р. Попович, А. А. Леонов, В. А. Шаталов, П. И. Климук, В. В. Ковалёнок, Ю. В. Романенко и В. А. Джанибеков так отзывались о работе С. Г. Фролова: 

…Мы всегда верили, что его участие в предстартовых подготовках кораблей гарантирует высокую надёжность предстоящего космического полёта и возвращение на землю…Для всех нас он постоянный помощник и верный, хороший товарищ. Наши чувства к нему полны дружбы и благодарности за совместную работу на трудном пути в космос
17 июня 1961 года Указом Президиума Верховного Совета СССР «За успешное выполнение специального задания Правительства по созданию образцов ракетной техники, космического корабля-спутника „Восток“ и осуществление первого в мире полета этого корабля с человеком на борту» С. Г. Фролов был награждён Орденом Красной Звезды.

### Последующая деятельность
С 1983 года после увольнения из ВС СССР работал в Институте машиноведения АН СССР (с 1991 года РАН) в качестве — ведущего научного сотрудника. С. Г. Фролов избирался действительным членом и почётным академиком Российской академии космонавтики имени К. Э. Циолковского.
Скончался 1 апреля 2013 года в Москве, похоронен на кладбище деревни Леониха, Щёлковского района Московской области.

## Награды
- Орден Отечественной войны  I степени (11.03.1985[4])
- три Ордена Красной Звезды (в том числе 17.06.1961)
- Орден «За службу Родине в Вооружённых Силах СССР» III степени
- Медаль «За победу над Германией в Великой Отечественной войне 1941—1945 гг.»

### Премия
- Государственная премия СССР — «За вклад в создание и испытания новой авиационной и космической техники»[2][1][3]